# IBM AS/400

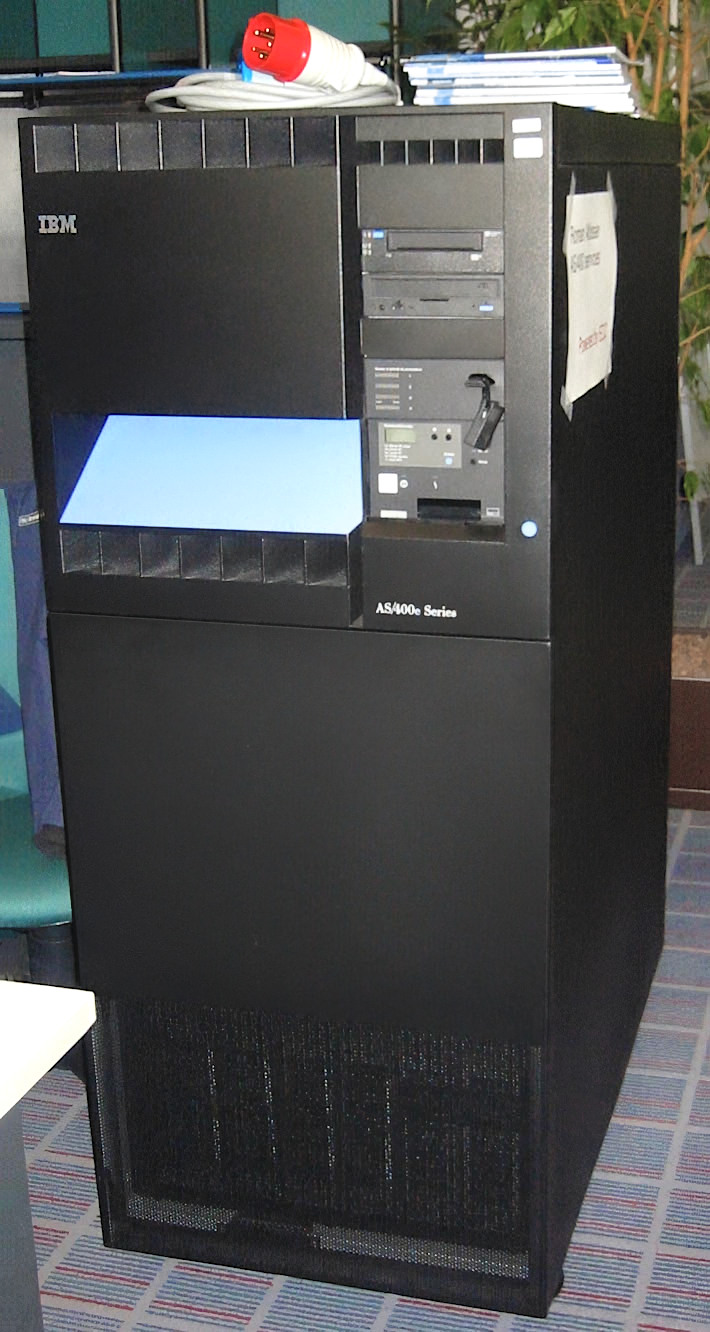
Un sistema AS/400e.

  Il sistema AS/400 (Application System/400) è stata una famiglia di minicomputer sviluppata dall'IBM nel 1988 per usi prevalentemente aziendali, come supporto del sistema informativo gestionale.
Il nome "AS/400" è talvolta usato in modo informale per riferirsi al sistema operativo IBM i in esecuzione sul moderno hardware Power Systems.

## Storia
Nasce nel giugno 1988 come successore delle piattaforme System/36 e System/38 e utilizzava il sistema operativo OS/400.
Il nome commerciale è stato cambiato in iSeries nel 2000, in System i nel 2004 mentre successivamente, dopo la fusione col ramo System p, costituisce la linea di server IBM Power Systems.
Il suo successo fu determinato da un costo relativamente limitato (anche 20.000 euro), più di 2500 applicazioni software disponibili, una grande stabilità sia in termini di sistema operativo che di hardware. Viene pubblicizzato per la sua sicurezza e riservatezza dei dati, velocità e trattamento di grandi quantità di record e capacità di gestire centinaia di terminali connessi contemporaneamente.

## Architettura
L'architettura del sistema può essere rappresentata col classico modello a strati tipico dei computer:
- Al livello più basso troviamo l'hardware. Il sistema AS/400 utilizza processori POWER, mentre in precedenza usava processori RISC (dopo il 1998) e ancora prima processori CISC.
- Al livello immediatamente superiore, si trova uno strato software chiamato Machine Interface (MI), che collega l'hardware al vero e proprio Sistema Operativo (SO). La Machine Interface ha lo scopo di permettere al produttore l'aggiornamento dell'hardware senza per questo dover modificare il SO. Ciò è tornato utile quando si è passati dal processore tipo CISC a quello tipo RISC: alcune versioni del SO giravano su entrambi gli hardware.
- Al livello superiore troviamo il SO chiamato in origine OS/400, poi i5/OS ed attualmente (dal 2008) IBM i.
- Al di sopra del SO ci sono i cosiddetti "Prodotti programma" forniti da IBM, ovvero tutte le utilità e gli strumenti per la gestione e l'utilizzo del sistema, ad esempio i compilatori dei linguaggi implementati (RPG/RPG ILE, C, C++, Cobol, Fortran, Pascal, Java, PHP etc.), gli strumenti per la programmazione (SDA, SEU, RLU, PDM), il database integrato nel sistema operativo (caratteristica unica di questa macchina), gli strumenti per la gestione dei dati (DFU, SQL, QUERY / QUERY MANAGER) ed altro.
- Ancora sopra c'è lo strato finale, quello dei programmi applicativi (ad esempio, in Italia, le ACG - applicazioni contabili gestionali - cioè la soluzione ERP di IBM Italia).

Negli ultimi anni questo sistema si è "aperto" verso il mondo web adottandone tecnologie tipiche: un esempio per tutti è l'accordo siglato tra IBM e Zend (The PHP Company) per l'installazione nativa di PHP all'interno del sistema operativo stesso. Oggi un sistema AS/400 è in grado di fare tutto quello che può essere fatto su un comune server web: produrre stampe di qualità, interfacciamento ai web-services, integrazione con le applicazioni legacy, utilizzo di portali o prodotti open source, ecc.

## Evoluzione del sistema
L'AS/400 nasce come sistema centralizzato situato al centro di una rete a stella in cui le punte sono dei terminali, cioè macchine che non effettuano elaborazioni. È un sistema che negli anni con l'avvento delle nuove tecnologie web e Cloud ha perso mercato. Attualmente viene utilizzato soprattutto nelle moderne reti di computer come server di applicazioni software, tipicamente di tipo gestionale o comunque di business management, o server di rete (internet/intranet).